# Cypriaan Gerard Carel Quarles van Ufford
 Jhr. Cypriaan Gerard Carel Quarles van Ufford (Bennekom, 3 december 1891 - Leusden, 4 februari 1985) was een Nederlands burgemeester en Commissaris der Koningin.
Jhr. C.G.C. Quarles van Ufford was een telg uit het geslacht Quarles van Ufford. Hij was een zoon van Henriette Everharda Hillegonda van Hengst (1866-1959) en Hendrik Jacob Quarles van Ufford (1858-1930).
Hij was een jurist met veel culturele en maatschappelijke belangstelling, die tien jaar de griffier was van de Staten van Utrecht. Daarna werd hij burgemeester van Apeldoorn, onderbroken door langdurige gevangenschap tijdens de bezetting. Na de oorlog werd hij de Commissaris der Koningin van Gelderland. Van de Gedeputeerden kreeg hij weinig ruimte voor het voeren van een eigen beleid.
CHU'er Quarles van Ufford verzette in zijn Utrechtse jaren veel werk voor de kerkelijke armenzorg.
Het Quarles van Uffordgemaal in Moordhuizen is genoemd naar C.G.C. Quarles van Ufford, die bij de inwijding van het gemaal Commissaris der Koningin in Gelderland was.
Cyp Quarles van Ufford (C.C.G. Quarles van Ufford), kunsthistoricus, was een zoon.
- Bibliothèque nationale de France: cb155969444 (data)
- Biografisch Portaal: 05424221
- International Standard Name Identifier: 0000 0000 0508 8735
- Nederlandse Thesaurus van Auteursnamen: 074753401
- Parlement.com: vg09llz4rlwa
- Virtual International Authority File: 32317962
- WorldCat: E39PBJrRhhvr8QgYxfxyb8C4v3